# Estakada Generała Stanisława Maczka
Estakada Generała Stanisława Maczka (w trakcie budowy Wiadukt nr 21 w Skomielnej Białej) – wiadukt w Skomielnej Białej przeprowadzający drogę ekspresową S7 nad obniżeniem terenu. W 2022 decyzją Rady Gminy Lubień estakada otrzymała im. gen. Stanisława Maczka, upamiętniając stoczoną pod jego dowództwem na tym obszarze Bitwę pod Jordanowem.

## Konstrukcja
Wiadukt składa się z dwóch równoległych, niezależnych konstrukcji pod dwie jezdnie drogi ekspresowej. Na każdym pomoście znajdują się dwa pasy ruchu i pas awaryjny (z rezerwą pod trzeci pas). Rozpiętości teoretyczne najdłuższych przęseł wynoszą 140 m. Konstrukcję można podzielić na dwie części: przęsła dojazdowe o schemacie statycznym belki ciągłej, swobodnie podpartej na słupowych podporach oraz przęsła główne dostosowane do budowy metodą nawisową, w których trzy charakterystyczne podpory w kształcie litery „Y” w sposób sztywny łączą się z przęsłami, tworząc układ ramownicowy. Wszystkie podpory są żelbetowe i zostały posadowione na palach. Ustrój nośny przęseł jest ciągły na całej długości wiaduktu. Cała konstrukcja jest żelbetowa, sprężona, o przekroju skrzynkowym jednokomorowym. Całkowita szerokość pomostu wynosi 30,00 m. Przekrój poprzeczny w częściach dojazdowych ma stałą wysokość 3,50 m, natomiast w przęsłach głównych zwiększa się ona płynnie do 6,70 m nad podporami.

## Historia
Realizacja obiektu mostowego odbyła się w ramach trwającej od 2016 roku inwestycji budowy drogi S7 na odcinku Lubień – Rabka-Zdrój. Budowa wiaduktu nr 21 została zrealizowana przez firmę Porr S.A., będącą podwykonawcą firmy Salini Impregilo S.p.A. Autorem projektów budowlanego i wykonawczego obiektów było biuro projektowe Vössing (projektanci: H. Borowski, J. Durda, P. Stejbach). Realizacja prac odbyła się na podstawie projektów technologicznych autorstwa biura Mosty Gdańsk Sp. z o.o. (projektanci: A. Kasprzak, T. Michnowicz). Wiadukt oddano do użytku w 2019 r.
Przęsła dojazdowe zostały wykonane na rusztowaniach opartych punktowo na podporach tymczasowych. Na nich oparto kratownice, podpierające deskowanie przęseł. Przęsła główne zostały zrealizowane z wykorzystaniem metody betonowania nawisowego. W trakcie betonowania nawisowego we wspornikowej fazie pracy konstrukcji zastosowano rozwiązanie polegające na wykorzystaniu ukośnego odciągu tymczasowego do stabilizacji konstrukcji.

## Nagrody i wyróżnienia
Wiaduktowi nadano tytuł „Dzieła Mostowego Roku” 2019 w konkursie organizowanym przez Związek Mostowców Rzeczypospolitej Polskiej w kategorii „za wdrożenie nowych technologii”. Nagrodę przyznano za „innowacyjne zastosowanie technologii budowy obiektu mostowego, w szczególności za wykonanie przęseł głównych metodą nawisową z zastosowaniem pionierskiej w Polsce technologii równoważenia wsporników za pomocą naprężonych odciągów kotwionych w gruncie”.
Obiekt zwyciężył w XI edycji Konkursu im. Maksymiliana Wolffa w kategorii projektu dużego mostu drogowego lub kolejowego (o rozpiętości przęsła powyżej 70 m).